# المغرب في الألعاب الأولمبية الشتوية 1992
تنافس المغرب في دورة الألعاب الأولمبية الشتوية 1992 في ألبرتفيل، فرنسا. وقد شارك في هذه المنافسات 12 رياضياً مغربياً في رياضتين.

## التزلج على المنحدرات
الرجال
| البطل                  | الحدث                  | المرحلة 1 (DH) | المرحلة 1 (DH) | المرحلة 2 (Sl) | المرحلة 2 (Sl) | المرحلة 3 (Sl) | المرحلة 3 (Sl) | النهاية/الإجمالي | النهاية/الإجمالي | النهاية/الإجمالي |
| البطل                  | الحدث                  | الوقت          | المرتبة        | الوقت          | المرتبة        | الوقت          | المرتبة        | الوقت            | الفرق            | المرتبة          |
| ---------------------- | ---------------------- | -------------- | -------------- | -------------- | -------------- | -------------- | -------------- | ---------------- | ---------------- | ---------------- |
| ابراهيم أيت سي ابراهيم | سوبر جي                | —              | —              | —              | —              | —              | —              | 1:38.60          | +25.56           | 89               |
| ابراهيم أيت سي ابراهيم | التزلج المتعرج العملاق | 1:26.81        | 93             | 1:27.41        | 78             | —              | —              | 2:54.22          | +47.24           | 78               |
| ابراهيم أيت سي ابراهيم | التزلج المتعرج         | 1:15.13        | 67             | 1:14.87        | 54             | —              | —              | 2:30.00          | +45.61           | 52               |
| ابراهيم إد عبد الله    | سوبر جي                | —              | —              | —              | —              | —              | —              | 1:49.65          | +36.61           | 92               |
| ابراهيم إزداغ          | سوبر جي                | —              | —              | —              | —              | —              | —              | 2:08.31          | +55.27           | 93               |
| ابراهيم إزداغ          | التزلج المتعرج         | لم تنهي        | لم تنهي        | لم تنهي        | لم تنهي        | —              | —              | لم تنهي          | لم تنهي          | لم تنهي          |
| الحسن محطا             | سوبر جي                | —              | —              | —              | —              | —              | —              | 1:41.06          | +28.02           | 91               |
| الحسن محطا             | التزلج المتعرج العملاق | غير مؤهل       | غير مؤهل       | غير مؤهل       | غير مؤهل       | —              | —              | غير مؤهل         | غير مؤهل         | غير مؤهل         |
| الحسن محطا             | التزلج المتعرج         | 1:29.74        | 74             | 1:27.72        | 60             | —              | —              | 2:57.46          | +73.07           | 60               |
| نور الدين بوشعال       | التزلج المتعرج العملاق | 1:38.40        | 106            | 1:43.90        | 85             | —              | —              | 3:22.30          | +75.32           | 86               |
| مصطفى نايت لحو         | التزلج المتعرج العملاق | 1:38.11        | 105            | 1:39.21        | 84             | —              | —              | 3:17.32          | +70.34           | 84               |
| هشام ديدو              | التزلج المتعرج         | 1:25.01        | 71             | لم يتقدم       | لم يتقدم       | —              | —              | لم يتقدم         | لم يتقدم         | لم يتقدم         |

النساء
| البطلة       | الحدث                  | المرحلة 1 (DH) | المرحلة 1 (DH) | المرحلة 2 (Sl) | المرحلة 2 (Sl) | المرحلة 3 (Sl) | المرحلة 3 (Sl) | النهاية/الإجمالي | النهاية/الإجمالي | النهاية/الإجمالي |
| البطلة       | الحدث                  | الوقت          | المرتبة        | الوقت          | المرتبة        | المرتبة        | المرتبة        | الوقت            | الفرق            | المرتبة          |
| ------------ | ---------------------- | -------------- | -------------- | -------------- | -------------- | -------------- | -------------- | ---------------- | ---------------- | ---------------- |
| نوال السلاوي | سوبر جي                | —              | —              | —              | —              | —              | —              | غير مؤهل         | غير مؤهل         | غير مؤهل         |
| نوال السلاوي | التزلج المتعرج العملاق | لم تنهي        | لم تنهي        | لم تنهي        | لم تنهي        | —              | —              | لم تنهي          | لم تنهي          | لم تنهي          |
| نوال السلاوي | التزلج المتعرج         | 1:08.85        | 45             | 1:08.22        | 41             | —              | —              | 2:17.07          | +44.39           | 41               |
| غالية السبتي | التزلج المتعرج العملاق | 1:31.53        | 52             | 1:36.13        | 43             | —              | —              | 3:07.66          | +54.92           | 43               |
| غالية السبتي | التزلج المتعرج         | لم تنهي        | لم تنهي        | لم تنهي        | لم تنهي        | —              | —              | لم تنهي          | لم تنهي          | لم تنهي          |

## التزلج عبر البلاد
الرجال
| البطل         | الحدث             | السباق    | السباق  |
| البطل         | الحدث             | الوقت     | المرتبة |
| ------------- | ----------------- | --------- | ------- |
| فيصل الشرادي  | 10 كلم كلاسيكية   | 1:11:07.4 | 110     |
| فيصل الشرادي  | 15 كلم متابعة حرة | 2:27:37.8 | 99      |
| محمد أوباحيم  | 10 كلم كلاسيكية   | 47:32.6   | 108     |
| محمد أوباحيم  | 15 كلم متابعة حرة | 2:03:08.2 | 98      |
| مصطفى التوركي | 10 كلم كلاسيكية   | 46:15.1   | 107     |
| مصطفى التوركي | 15 كلم متابعة حرة | 1:49:09.1 | 96      |